# John Henry Newman
John Henry Newman (n. 21 februarie 1801, Londra, Regatul Unit al Marii Britanii și Irlandei – d. 11 august 1890, Birmingham⁠(d), Anglia, Regatul Unit al Marii Britanii și Irlandei) a fost un teolog britanic convertit la catolicism, în 1845, iar din 1879, cardinal.
Student la Universitatea din Oxford, el a devenit preot în Biserica Anglicană. Lucrările sale despre Sfinții Părinți l-au condus la regăsirea rădăcinilor creștine ale anglicanismului. Acest studiu aprofundat l-a dus la apărarea independenței anglicanismului față de statul britanic, sub forma unor «manifeste». Astfel a luat naștere Mișcarea de la Oxford, Newman fiind unul din principalii ei promotori. Continuând cercetările, ajunge să se convertească la catolicism, pe care îl vede, de acum încolo, drept confesiunea cea mai fidelă rădăcinilor creștinismului.
Teolog specialist în cristologie, John Henry Newman este una dintre figurile majore ale catolicismului britanic, împreună cu Henry Edward Manning și Ronald Knox. El a exercitat o influență considerabilă aupra tuturor intelectualilor catolici, îndeosebi asupra autorilor veniți din Anglicanism. Pentru Xavier Tilliette, el apare ca «o mare personalitate aparte, un fel de lumânare pascală în Biserica Catolică a secolului al XIX-lea». Operele sale, dintre care Gramatica Asentimentului și Apologia Pro Vita Sua, constituie referințe constante la scriitori ca G. K. Chesterton, Evelyn Waugh sau Julien Green, dar și pentru teologi și filosofi ca Avery Dulles, Erich Przywara și Edith Stein, care a tradus în germană lucrarea sa Ideea de Universitate.
A fost beatificat de Biserica Catolică la 19 septembrie 2010, iar la 13 octombrie 2019 a fost proclamat sfânt.

## Biografie

### Anii de formare

#### Originile familiale
John Henry Newman s-a născut la Londra la 21 februarie 1801;  era cel mai mare dintre cei șase copii. Familia Newman era de origine olandeză. Numele de « Newman », altădată scris Newmann, a putut să sugereze, în mod greșit, niște rădăcini evreiești. Mama sa, Jemima Fourdrinier, era urmașă a unei familii de hughenoți francezi, gravori și fabricanți de hârtie, instalați de mult timp la Londra.
John Henry Newman a fost botezat în biserica anglicană Saint Bennet Fink, din Londra.
Tatăl, John Newman, a fondat o bancă. Aparținea grupul politic Whig. S-a stabilit cu familia sa la Ham, apoi a plecat la Brighton în 1807, iar în februarie 1808 la Londra. Și-a schimbat meseria după falimentul datorat Războaielor napoleoniene, în 1816. Familia Newman s-a stabilit atunci în casa ei de la țară, în Norwood, unde John Newman a devenit directorul unei braserii, apoi s-au instalat la Alton din nou pentru a locui în apropiere.
Fratele mai mic al lui John Henry Newman, Charles Robert (1802 - 1884), era un om inteligent, însă ateu convins ducând o viață izolată. Cel mai mic frate al său, Francis William (1805 - ), a fost profesor de latină mulți ani la University College din Londra. Două din cele trei surori ale sale, Harriett Elizabeth (n. 1803) și Jemima Charlotte (n. 1807), au luat în căsătorie doi frați, Thomas și John Mozley. Din căsătoria Jemimei Charlotte și John s-a născut Anna Mozley, care a editat în 1892 corespondența lui Newman. Cea de-a treia soră, Mary Sophia, născută în 1809, a murit în 1828, ceea ce l-a afectat profund pe John Henry.

#### Tinerețea
La vârsta de șapte ani, în mai 1808, Newman a fost trimis la o școală privată condusă de George Nicholas, la Ealing, unde el a studiat până în 1816. Tatăl lui  Thomas Henry Huxley preda acolo matematicile. Newman a primit acolo o educație creștină și s-a făcut remarcat prin zelul său studios, dar și prin timiditatea sa și distanțarea de ceilalți elevi, rămânând la o parte de jocurile lor. El însuși se descrie ca fiind «foarte superstițios» în timpul tinereții sale. Îi plăcea mult să citească Biblia, dar și romanele lui Walter Scott, care tocmai apăreau. A început sudiul autorilor clasici ca Ovidiu, Virgiliu, Homer și Herodot între 1810 și 1813. În continuare, a citit operele autorilor agnostici ca Thomas Paine și David Hume, lecturi care l-au marcat o vreme.
În ziua de 8 martie 1816 a avut loc un eveniment deficil pentru familia Newman: banca « Ramsbottom Newman & Co » și-a suspendat plățile pe motiv de faliment. John Henry Newman a rămas vara următoare la Ealing, în timp ce prietenii săi au plecat în familiile lor. În vârstă de 15 ani, a intrat în ultimul an de colegiu, când l-a întâlnit pe reverendul Walter Mayers, protestant evanghelic, apropiat de metodismul lui John Wesley. Newman a avut lungi conversații cu Mayers, care l-a impresionat prin lecturile și prin discuțiile sale, și a aderat la evanghelism.

#### Student la Oxford

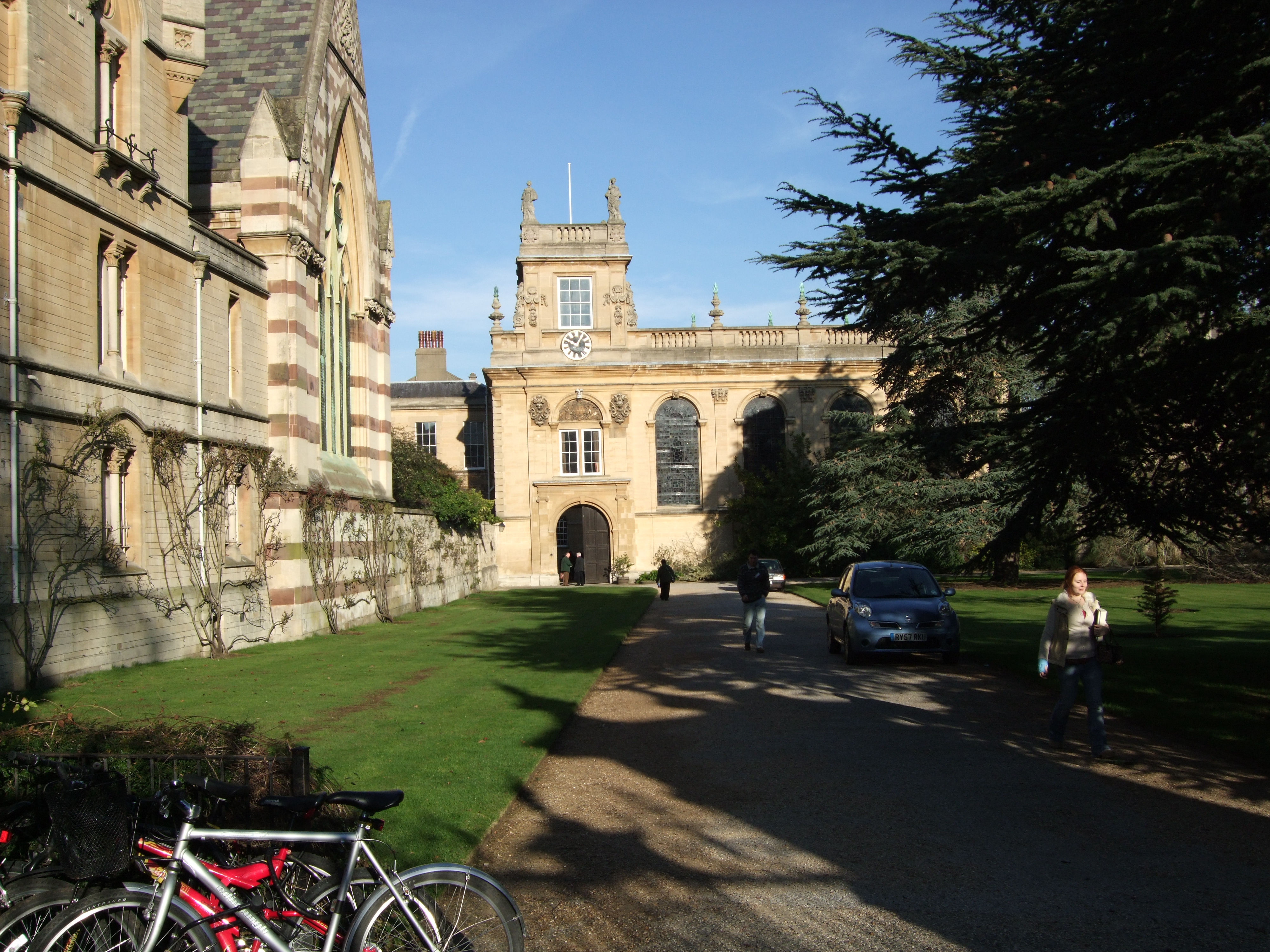
Trinity College din Oxford

Admis la Trinity College din Oxford la 4 decembrie 1816, John Henry s-a instalat acolo după zece luni de așteptare, în iunie 1817. Corespondența purtată cu reverendul Walter Mayers arată spiritul critic al lui Newman. Lectura lucrării episcopului William Beveridge, « Private Thoughts », l-a incitat pe Newman să repună în cauză unele aspecte ale protestantismului evanghelic apărate totuși de reverendul Walter Mayers: sprijinindu-se pe William Beveridge, Newman și-a pus problema pertinenței datelor sensibile în convertirile metodiste: el păru să întrevadă că convertirea poate, prin botez, să treacă dincolo de orice experiență sensibilă.
În 1826 John Henry devine tutore la Oriel College. În același an, Richard Hurrell Froude, descris de Newman ca «unul dintre cei mai perspicace, inteligenți și profunzi care există», a fost numit aici profesor. Împreună, Froude și Newman au elaborat o concepție foarte elevată a tutoratului, mai clericală și mai pastorală decât laică. Froude a avut o mare influență asupra gândirii spirituale a lui John Henry Newman, care îl va descrie mai târziu: «M-a învățat să privesc cu admirație Biserica Romei și, prin aceasta, să mă detașez chiar de Reformă. El a gravat profund în mine ideea devoțiunii față de Fecioara Maria și m-a condus, în mod gradat, să cred în Prezența reală».
În cursul aceleiași perioade, a legat prietenie cu John Keble. În 1827, a predicat la Whitehall.

#### Un preot anglican

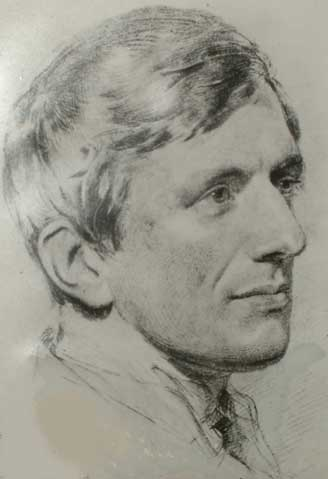
Portretul lui John Henry Newman, la 23 iunie 1824, ziua primei sale predici

La 13 iunie 1824, în Duminica Sfintei Treimi, Newman a fost hirotonit diacon în anglicanism. Zece zile mai târziu, a rostit prima predică la Biserica  din Over Worton (Oxfordshire), unde i-a făcut o vizită fostului său profesor, Walter Mayers. Mulțumită lui Pusey, a obținut parohia Saint Clement din Oxford. Timp de doi ani, s-a angajat în activitățile parohiale, precum și publicând articole pentru Encyclopædia Metropolitana, despre Apollonius din Tyana, despre Cicero și despre miracole. A descoperit Analogia religiei naturale a lui Joseph Butler, care dezvolta aceleași teme.

#### Boala și doliul
La sfârșitul anului 1827, două încercări l-au condus pe Newman la detașarea de intelectualismul formării sale. Examinator, a fost victima unei căderi nervoase, la 26 noiembrie 1827, fără îndoială cauzată de excesul în muncă intelectuală. A plecat atunci la prietenul său Robert Isaac Wilberforce pentru a se odihni. Câteva săptămâni mai târziu, sora sa Mary Sophia, a murit la 5 ianuarie 1828, după o mare oboseală. Această dispariție brutală l-a tulburat profund, iar Newman a început să se exprime prin poezie. A dezvoltat atunci o concepție despre reminiscență. Această concepție l-a condus să întrețină memoria surorii sale, într-o fidelitate a persoanei sale în realitatea eternă. Existența surorii sale a fost rememorată într-un mod viu, ceea ce l-a condus la descoperirea realității vieții eterne prin amintirea sa. El vedea astfel voia lui Dumnezeu în moartea surorii sale.
Această perioadă corespunde  apropierii dintre Newman și John Keble, care publicase o culegere de poeme « The Christian Year », care a influențat, fără îndoială, poezia lui Newman.

#### Călătorie pe Mediterana
La 8 decembrie, a plecat însoțit de prietenul său Richard Hurrell Froude, într-o călătorie în Europa meridională destinată restabilirii sănătății acestuia din urmă. În timpul escalelor vaporului „Hermes”, cei doi bărbați au vizitat Gibraltarul, Malta, Insulele Ioniene, apoi Sicilia, Neapole și Roma, unde Newman a făcut cunoștință cu Nicholas Wiseman.
În timpul călătoriei sale pe Mediterana, John Henry Newman a avut sentimente împarțite între dezgustul pentru credința creștină practicată în țările latine, pe care a descoperit-o, dar și admirația sa pentru natura și pentru istoria acestor țări care îi aminteau de Părinții Bisericii. Într-o scrisoare, el a descris Roma ca fiind „locul cel mai minunat de pe Pământ”, dar religia catolică romană ca fiind „politeistă, decadentă și idolatră”. În timpul acestei  călătorii, Newman a scris mai multe scurte poeme care mai târziu au fost publicate sub titlul de „Lyra Apostolica”.
De la Roma, Newman se întoarce singur în Sicilia, unde cade bolnav la Leonforte. Ceea ce era la plecare un „pelerinaj de frumusețe” se transformă într-o „experiență cu două fețe, de descoperire și de suferință cumplită, de încântare și de confuzie” și a contat printre cele mai importante evenimente din viața sa. Timp de peste o lună, starea sănătății s-a agravat și a crezut că va muri. Această boală a fost pentru el ocazia unei aprofundări a credinței sale. Și-a întrevăzut eventualitatea propriei morți ca o luptă dintre Dumnezeu și el. A trăit această boală ca o luptă dintre voința sa proprie, în care el îl recunoștea pe diavol, și cea a lui Dumnezeu. El a scris: „Simțeam că Dumnezeu lupta contra mea, iar eu simțeam - la sfârșit am știut pentru ce - că era propria mea voință [...] totuși, simțeam și, și nu încetez să o spun: «Nu am păcătuit contra Luminii»”. A regretat atunci  lipsa sa de  profunzime și iubirea lui Dumnezeu.. A fost totuși convins că Dumnezeu  îl chema la o misiune mai mare în Anglia. În iunie 1833, odată însănătoșit, a părăsit Palermo și a sosit la Marsilia. Acolo, a scris poemul „Lead, kindly Light”, care, mai târziu, a devenit un imn religios englez foarte popular.

### Mișcarea de la Oxford

#### Tracts for the Times

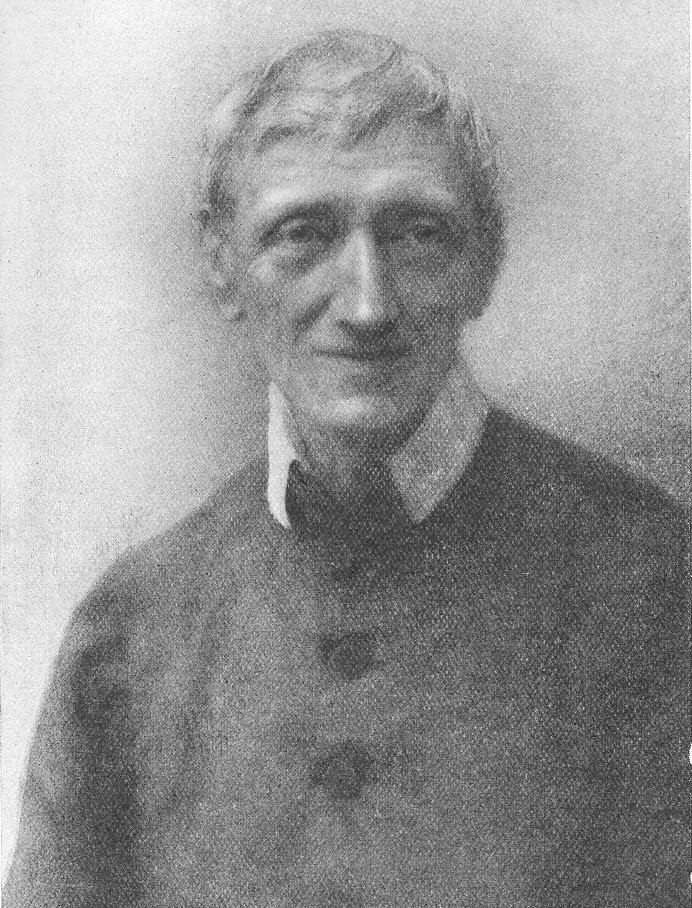
Portretul reverendului John Henry Newman (desen)

John Henry Newman revine la Oxford, la 9 iulie 1833. La 14 iulie, John Keble și-a rostit la Saint-Mary predica privitoare la „Apostazia Națională”, pe care Newman a considerat-o, în continuare, ca punctul de plecare al Mișcării de la Oxford. Potrivit lui Richard William Church, privitor la Mișcarea de la Oxford, «Keble a fost cel care a inspirat, Froude cel care i-a dat impuls, iar Newman cel care a continuat opera»; dar, de fapt, nașterea Mișcării poate fi atribuită și lui H. J. Rose, redactor en șef la „British Magazine”, care a fost desemnat drept «fondatorul originar din Cambridge, al Mișcării de la Oxford». La 25 și 26 iulie, la prezbiteriul de la Hadleigh (Suffolk) s-a ținut o reuniune a clericilor (fără Newman) a Înaltei Biserici Anglicane, în care s-a hotărât susținerea doctrinei Succesiunii Apostolice a Bisericii Anglicane, precum și folosirea „Book of Common Prayer”, în integralitatea sa.
Câteva săptămâni mai târziu, Newman a început redactarea anonimă a „Tracts for the Times”, care au dat apoi Mișcării de la Oxford numele de „mișcarea tractariană”, sau „tractarism”.
Scopul acestei întreprinderi era de a asigura o bază doctrinală și disciplinară solidă Bisericii Angliei, în perspectiva scopului „stabilirii” sale oficiale de către monarhia britanică, sau a unei eventuale decizii a clericilor Înaltei Biserici de a părăsi instituția stabilită. Acest lucru părea posibil, dat fiind atitudinea guvernului britanic față de Biserica Irlandei, biserică reformată oficială care a devenit independentă de autoritatea statului 'n 1871. Manifestele erau completate de predicile pe care Newman le pronunța la „Saint-Mary”, sâmbăta după-amiaza, și care au exercitat, timp de opt ani, o influență crescândă, îndeosebi asupra tinerilor universitari. În 1835, Edward Bouvery Pusey s-a alăturat Mișcării de la Oxford. El a publicat un manifest semnându-și inițialele, ceea ce a avut drept consecință angajarea sa în Mișcare. Ca urmare, unii au dat Mișcării de la Oxford numele de „puseysm”.
În 1836, membrii Mișcării și-au întărit coeziunea internă, opunându-se, în mod unanim, numirii lui Renn Dickson Hampden ca profesor regent de teologie la Oxford. În fapt, Conferințele lui Hampden din 1832 (Bampton Lectures), care au fost predicate de Hampden și pentru pregătirea cărora a fost asistat de Blanco White, au fost bănuite de erezie.  Aceste suspiciuni au fost întărite de publicarea unui pamflet difuzat de Newman Elucidations of Dr Hampden's Theological Statements, în care denunța teoriile lui Hampden.
În această epocă, Newman a devenit redactor șef la „British Critic”, și a susținut o serie de conferințe într-o capelă a bisericii Saint-Mary, în care apăra teoria Anglicanismului ca o « Via Media », aflată la jumătatea distanței dintre Catolicism și protestantismul popular. Prin această « Via Media », John Henry Newman încerca să dezvolte o concepție a Anglicanismului care să nu trădeze creștinismul originar al Sfinților Părinți ai Bisericii.
Ideea era să dezvolte o teologie de ansamblu, permițând anglicanismului să rămână în fidelitatea apostolică și dogmatică revelată la începutul creștinismului. Această sarcină l-a condus la studierea mai profundă a Părinților Bisericii. Or aceștia luptaseră contra diferitelor erezii, între care arianismul, care erau majoritare. Newman căuta, în atitudinea Părinților Bisericii față de diferitele diviziuni ale Bisericii, cel mai bun mod de a putea să fondeze Anglicanismul în acest respect al tradiției, și deci al credinței, considerat de el ca adevăr revelat. El voia astfel să permită Anglicanismului să poată trece peste dificultăți.
În 1838, John Henry Newman și John Keble se hotărăsc să publice scrierile lui Richard Hurrell Froude, mort în urmă cu doi ani. Scrierile acestuia, publicate sub titlul « Remains » au scandalizat. În fapt, viața ascetică a lui Froude, publicată prin jurnalele sale, în care el își descrie exercițiile ascetice și examenele de conștiință, îi șochează pe unii englezi. Criticile se dezvoltă, unii văzând în acest ascetism apologia unui Catolicism deghizat.

#### Îndoieli și evoluții
Influența sa la Oxford a atins punctul culminant în 1839. Dar, în acest an, studiul privitor la erezia monofizită îl conduse la îndoieli: Newman a constatat cu această ocazie că, contrar la ce credea până atunci, doctrina catolică rămăsese fidelă Conciliului de la Calcedon (451). În alți termeni, potrivit concluziilor sale, catolicismul nu se îndepărtase de creștinismul originar pe care îl căuta. Îndoielile sale s-au intensificat când a citit, într-un articol al lui Nicholas Wiseman, apărut în Dublin Review, cuvintele Sfântului Augustin contra donatiștilor: « securus judicat orbis terrarum »,
Newman și-a continuat lucrările teologice pentru Înalta Biserică, până la publicarea Manifestului 90, ultimul din serie, în care el examina în deliu cele Treizeci și nouă de articole fondatoare ale Anglicanismului.  El afirma compatibilitatea lor cu dogmele catolice, adăugând că cele Treizeci și nouă de articole nu se opuneau doctrinei oficiale a Bisericii Catolice,  ci doar unor excese și unor erori comune. Această teorie nu era nouă, dar a provocat o profundă indignare la Oxford.

### Convertirea

#### Convertirea la catolicism
La 26 septembrie 1843, Newman își redacta ultima predică anglicană, «On the Parting of friends». Retragerea sa a fost considerată de către prietenul său John Keble ca fiind fructul criticilor prea vii, sau al calomniilor, la adresa lui Newman. A fost una dintre rarele persoane care au dorit să-l susțină prin corespondența sa. Newman și-a descris starea sa de spirit, afirmând că se îndoia de peste trei ani de zile de validitatea anglicanismului, afirmând că a lăsat să se coacă hotărârea sa, ne mai simțindu-se în siguranță într-o Biserică schismatică. De altfel, în afara consecințelor lucrărilor sale despre credință, John Henry Newman afirma că nu avea niciun interes să se convertească la catolicism: își pierdea statutul și prietenii, angajându-se, cu toată ființa sa, într-o comunitate în care nu cunoștea pe nimeni. John Henry Newman și-a continuat studiile privitoare la sfinții părinți ai Bisericii și i-a trebuit timp să ia o decizie definitivă; în corespondența sa, el afirma că se roagă pentru a ști dacă «sunt victima unei iluzii». În cursul verii, el și-a încheiat lucrările privitoare la Sfântul Atanasie din Alexandria și a început să lucreze la redactarea meditațiilor teologice.
Doi ani s-au scurs până să fie primit oficial în Biserica Catolică, la 9 octombrie 1845, de Dominique Barberi, un pasionist italian, la Colegiul din Littlemore. Convertirea sa la catolicism a fost pentru Newman un izvor de pace și de bucurie.
La 22 februarie 1846, Newman a părăsit Oxfordul pentru colegiul teologic de la Oscott, aproape de Birmingham, unde își avea reședința Nicholas Wiseman, vicar apostolic pentru districtul central al Angliei. Newman a publicat una dintre studiile sale majore, fruct al meditațiilor sale teologice: « Essay on the Development of Christian Doctrine ».
La instigarea lui Nicholas Wiseman, în octombrie 1846, Newman a plecat la Roma, dorind să se pregătească să devină preot catolic și să-și continue studiile. A fost primit de Papa Pius al IX-lea. Sosirea sa la Roma a fost repede obiectul neînțelegerii din partea teologilor catolici. În fapt, lucrarea sa « Essay on the Development of Christian Doctrine » a fost condamnată de Biserica Catolică americană. Unii teologi italieni au condamnat și ei această carte, suspectată de a fi eretică. John Henry Newman a făcut tot posibilul pentru a îndepărta neînțelegerile, punând să fie tradusă cartea.

#### FondareaCatholic University of Ireland

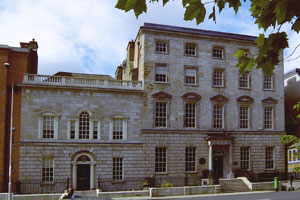
Casa lui John Henry Newman, la Catholic University of Ireland din Dublin

În cursul anilor 1850, episcopii irlandezi s-au opus constituirii unei universități Queen's în Irlanda, în care catolici și protestanți ar putea studia împreună. Această politică britanică a fost considerată de episcopii irlandezi care se opuneau acestei creări drept o voință de a impune progresiv anglicanismul în Irlanda. În acest context, episcopii din Irlanda i-au cerut lui John Henry Newman să fondeze o nouă universitate la Dublin, «Catholic University of Ireland».
La început, în mai 1852, John Henry Newman a susținut conferințe în care își apăra concepția despre educație și despre universitate, cât și cultura umană creștinizată și posibilitatea concilierii științei și religiei. Și-a reformulat concepția în conferințe care au dat naștere uneia dintre principalele sale opere: «Idea of a University».
Foarte curând, John Henry Newman a fost numit rector, dar episcopii din Irlanda nu i-au lăsat nicio marjă de manevră. A fost puțin consultat. Față de această dificultate, Nicholas Wiseman a încercat să-l facă numit episcop, dar încercarea a eșuat. În pofida dificultăților și lipsei de considerație, Newman a fondat o facultate de filosofie și de literatură în 1854, apoi o facultate de medicină în 1856. Față de neîncrederea unor irlandezi, neliniștiți de originile sale britanice, John Henry Newman a studiat cultura celtică și s-a apropiat de mediile irlandeze. Studenții erau puțini, iar imposibilitatea de a putea numi persoane, lipsa de încredere a episcopilor, și puținele responsabilități lăsate laicilor în universitate de către aceștia, îl hotărâră pe Newman să demisioneze din postul de rector, în 1857.

#### Apologia Pro Vita Sua
Autobiografia publicată sub numele de Apologia Pro Vita Sua a arătat locul inteligenței și al cercetătii adevărului în convertirea sa. Această carte a fost un mare succes de librărie și a condus la o schimbare importantă în situația lui John Henry Newman: a primit susținerea și felicitările a numeroși catolici ale căror îndoieli au dispărut. Acest lucru a permis și să restabilească dialogul cu anglicanii din Mișcarea de la Oxford, între care John Keble și Edward Bouverie Pusey. cu care el nu mai vorbea de aproape 20 de ani.

#### Ultimii ani

##### Cardinal
Papa Leon al XIII-lea, urmând sugestiile ducelui de Norfolk, a hotărât să-l ridice pe Newman la cardinalat. Această distincție era remarcabilă, întrucât Newman nu era decât un simplu preot. Propunerea a fost făcută în februarie 1879, iar anunțul public a fost primit cu mare aprobare în toată lumea anglofonă. John Henry Newman a fost creat cardinal la 12 mai 1879. Prezent la Roma, Newman și-a subliniat opoziția constantă față de liberalism în materie religioasă.

##### Sfârșitul vieții
După o boală care a provocat neliniște, Cardinalul Newman s-a întors în Anglia, având reședința la Oratoriu. A continuat să publice articole până în 1885. A celebrat ultima Misă la Crăciunul anului 1889. După ce a căzut din nou bolnav de pneumonie, s-a stins la 11 august 1890, în vârstă de 79 de ani, în Oratoriul din Edgbaston.
Cardinalul Newman a fost înmormântat în cimitirul de la Rednall Hill, Birmingham. Împarte mormântul cu prietenul său, Ambrose St. John, care se convertise la catolicism odată cu el. Pe piatra de mormânt este înscris textul: „Ex umbris et imaginibus in veritatem”.

## Beatificare
În 1958, a fost deschis procesul diecezan de canonizare la Birmingham, dar în ciuda dorinței Papei Paul al VI-lea de a se sărbători canonizarea în Anul Sfânt 1975, abia în ianuarie 1991, Papa Ioan Paul al II-lea a decretat virtuțile eroice ale lui John Henry Newman, când  acesta a fost proclamat Venerabil.
În data de 3 iulie 2009, Papa Benedict al XVI-lea a aprobat documentul prin care se recunoaște mijlocirea lui Newman la vindecarea diaconului permanent Jack Sullivan în anul 2001, vindecat de o vătămare gravă a măduvei spinării, în urma rugăciunilor acestuia adresate Cardinalului Newman, în timp ce era în spital. În aceeași zi, Papa l-a autorizat pe Cardinalul Angelo Amato, prefect al Congregației pentru Cauzele Sfinților, să înceapă procesul de canonizare.
În februarie 2010, a devenit cunoscut faptul că Papa Benedict al XVI-lea a prevăzut beatificarea la Birmingham, în cursul călătoriei sale în Scoția și în Anglia, în perioada 16-19 septembrie 2010. Diaconul Jack Sullivan din Arhidieceza de Boston, care a fost vindecat prin mijlocirea miraculoasă a Cardinalului John Henry Newman, a slujit la Liturghia papală în timpul căreia Cardinalul Newman a fost beatificat. Slujba religioasă, la care au fost de față 55.000 de credincioși, a avut loc în  parcul Crofton, imens spațiu verde situat la periferia orașului Birmingham. Beatificarea a avut loc la 19 septembrie 2010, iar sărbătoarea sa este stabilită la data de 11 august, în fiecare an.

## Canonizare
Fericitul John Henry Newman va fi proclamat sfânt, la 13 octombrie 2019.

## Lucrări

### Perioada anglicană
- Arians of the Fourth Century (1833)
- Tracts for the Times (1833-1841)
- British Critic (1836-1842)
- Lectures on the Prophetical Office of the Church (1837)
- Lectures on Justification (1838)
- Parochial and Plain Sermons (1834-1843)
- Select Treatises of St. Athanasius (1842, 1844)
- Lives of the English Saints (1843-44)
- Essays on Miracles (1826, 1843)
- Oxford University Sermons (1843)
- Sermons on Subjects of the Day (1843)
- Essay on the Development of Christian Doctrine (1845)
- Retractation of Anti-Catholic Statements (1845)

### Perioada catolică
- Loss and Gain (novel - 1848)
- Faith and Prejudice and Other Sermons
- Discourses to Mixed Congregations (1849)
- Difficulties of Anglicans (1850)
- Present Position of Catholics in England (1851)
- Idea of a University (1852 and 1858)
- Cathedra Sempiterna (1852)
- Callista (novel - 1855)
- Apologia Pro Vita Sua (autobiography - 1866, 1865)
- Letter to Dr. Pusey (1865)
- The Dream of Gerontius (1865)
- An Essay in Aid of a Grammar of Assent (1870)
- Sermons Preached on Various Occasions (various/1874)
- Letter to the Duke of Norfolk (1875)
- Five Letters (1875)
- Sermon Notes (1849-1878)
- Select Treatises of St. Athanasius (1881)
- On the Inspiration of Scripture (1884)
- Development of Religious Error (1885)

### Diverse
- Addresses to Cardinal Newman and His Replies, with Biglietto Speech (1879)
- Discussions and Arguments (various/1872)
- Essays Critical and Historical (various/1871)
- Historical Sketches (various/1872)
- Historical Tracts of St. Athanasius (1843)
- Tracts Theological and Ecclesiastical (various/1871)
- Autobiographical Writings, éd. Henry Tristram, Londres-New York, Sheed & Ward, 1956

## Anexe

#### În limba franceză
- Keith Beaumont, Petite Vie de John Henry Newman, Desclée de Brouwer, 2005
- Louis Bouyer, Newman, le mystère de la foi. Une théologie pour un temps d’apostasie, préface du cardinal Jean Honoré, Ad Solem, 2006
- Louis Bouyer, Newman sa vie sa spiritualité, préface du cardinal Jean Honoré, Éditions Cerf, Paris, février 2009, 485 p. ISBN 978-2-204-08866-4
- Henri Brémond, Newman, essai de biographie psychologique, Librairie Bloud et Gay, 1906 Paris, 8e édition 1932
- Owen Chadwick, John Henry Newman, préface de Jean Guitton, Cerf, 1989
- Christopher Dawson, Newman et la modernité : l'épopée du Mouvement d'Oxford, Ad Solem, 2001
- Charles Stephen Dessain, Présence de Newman. Thèmes spirituels, préface de Pierre Clavel, Cerf, 1993
- Charles Stephen Dessain, Pour connaître Newman, Ad Solem, 2002
- Ramon Fernandez, Newman, Ad Solem, 2010
- Pierre Gauthier, Newman et Blondel. Tradition et développement du dogme, Cerf, coll. « Cogitatio Fidei », 1988
- Jean Honoré, La Pensée christologique de Newman, Desclée, 1996
- Jean Honoré, John Henry Newman, Un homme de Dieu, Cerf/Histoire, 2003
- Jean Honoré, John Henry Newman : le combat de la vérité, Cerf, 2010
- Jean Honoré, La Pensée de John Henry Newman, Éditions Ad Solem, Mayenne, janvier 2010, 147 p. ISBN 978-9404002-34-2
- Bertrand de Margerie, s.j., Newman face aux religions de l'humanité, Parole et Silence, Genève, 2001
- Jean Stern, Bible et tradition chez Newman, Aubier, 1967
- Xavier Tilliette, s.j., La Mémoire et l'Invisible, Ad Solem, 2002
- Xavier Tilliette, L'Église des philosophes De Nicolas de Cuse à Gabriel Marcel, préface de Giuliano Sansonetti, Éditions du Cerf, Paris, 2006, 306 pagini ISBN 2-204-07966-9

#### Alte limbi
- en  Avery Dulles[64], s.j., John Henry Newman, 2002
- Collins, James, ed. (1961). Philosophical Readings in Cardinal Newman. Chicago: Henry Regnery.
- Ker, Ian (1988). John Henry Newman: A Biography. New York, NY: Oxford. ISBN 0192827057.
- Newman, Jay (1986). The Mental Philosophy of John Henry Newman. Ontario, Canada: Wilfrid Laurier. ISBN 0889201862.
- Norris, Thomas J. (1977). Newman and His Theological Method: A Guide for the Theologian Today. Leiden: E. J. Brill. ISBN 9004048847.
- en  J. H. Walgrave, o.p., Newman the Theologian: The Nature of Belief and Doctrine as Exemplified in His Life and Works, London, Geoffrey Chapman, 1960
- de  Gerhard Ludwig Müller, John Henry Newman begegnen, Regensburg 2000, ISBN 3-929246-54-6.

#### Lucrări generale
- it  Dominique Barberi, Lettera ai professori di Oxford[65], ed; CIPI, Roma, 1990 ; Lettre aux professeurs d'Oxford, trad. fr. in L'Univers
- fr  Paul Thureau-Dangin, Histoire de la Renaissance catholique en Angleterre au XIXe siècle, 3 vol., Plon, 1899-1906

### Articole conexe
- Decretum super virtutibus